# Jaegwon Kim
Jaegwon Kim (Daegu, Corea (actualment Corea del Sud), 1934 - 27 novembre 2019) va ser un filòsof que treballà a la Universitat de Brown. Va ser especialment conegut pel seu treball relatiu al problema ment-cos. Temes clau en les seves obres són: el rebuig de la metafísica  cartesiana, les limitacions de la identitat psicofísica, la superveniència i la individualització de successos. El treball de Kim en aquests i altres assumptes metafísics i epistemològics queda ben representat en els documents recopilats a Supervenience and Mind: Selected Philosophical Essays (1993).

## Biografia
Kim va estudiar dos anys a la universitat de Seül, Corea, especialitzant-se en literatura francesa, abans de traslladar-se al Dartmouth College el 1955. Poc després, a Dartmouth, va canviar a una especialitat combinada de francès, matemàtiques i filosofia i va obtenir una llicenciatura de grau. Després de Dartmouth, va anar a la Universitat de Princeton, on va obtenir el seu doctorat en filosofia. 
Kim va ser Professor de Filosofia a la Universitat Brown (des de 1987). També va ensenyar a Swarthmore College, la Universitat de Cornell, la Universitat de Notre Dame, la Universitat Johns Hopkins i la Universitat de Michigan, Ann Arbor. De 1988-1989, va ser president de l'Associació Filosòfica Americana. Des de 1991, va ser membre de l'Acadèmia Americana de les Arts i les Ciències. I, juntament amb Ernesto Sosa, va ser editor de la revista trimestral filosòfica Nous. Segons Kim, dues de les seves principals influències filosòfiques són Karl Gustav Hempel i Roderick Chisholm. Hempel, va ser qui li va enviar una carta animant-lo a anar a Princeton.